# The Allman Brothers Band
The Allman Brothers Band fue una banda estadounidense de rock formada en 1969 en Jacksonville (Florida) por Duane Allman (guitarra), Gregg Allman (voz y órgano), Butch Trucks (batería), Berry Oakley (bajo) Jai Johanny «Jaimoe» Johanson (batería) y Dickey Betts (guitarra y voz). El grupo suele ser acreditado como el principal creador del rock sureño, aunque su música también incorpora elementos del blues, del jazz y del country, y sus actuaciones están orientadas hacia la improvisación instrumental.
Sus dos primeros álbumes de estudio apenas tuvieron repercusión, pero su trabajo en directo At Fillmore East (1971) representó un gran avance artístico y comercial. El disco incluye extensas versiones de sus temas «In Memory of Elizabeth Reed» y «Whipping Post» y a menudo está considerado como uno de los mejores álbumes en directo. Duane Allman falleció en un accidente de motocicleta poco tiempo después y la banda completó en su memoria Eat a Peach (1972), una recopilación de pistas de estudio y en directo que cimentó su popularidad. Tras la muerte de Berry Oakley a finales de ese año, la agrupación reclutó al teclista Chuck Leavell y al bajista Lamar Williams para la grabación de Brothers and Sisters (1973), que junto al sencillo «Ramblin' Man», situaron a la banda en la vanguardia de la música rock de la década de 1970. Tras algunos problemas personales The Allman Brothers Band se separó en 1976 para reformarse a finales de esa misma década y volver a disolverse en 1982.
El grupo volvió a reunirse una vez más en 1989 y a lo largo de la siguiente década publicó nuevos álbumes y actuó en directo con asiduidad. Con la llegada del nuevo milenio, Dickey Betts abandonó la formación, sin embargo, la llegada del bajista Oteil Burbridge y de los guitarristas Warren Haynes y Derek Trucks (sobrino de su batería), llevó a la banda a encontrar estabilidad durante más de una década. En 2014, debido a la salida de sus dos guitarristas, la agrupación volvió a separarse.
The Allman Brothers Band ha conseguido once discos de oro y cinco de platino de la RIAA, ha sido situada entre los 100 mejores artistas de todos los tiempos por la revista Rolling Stone y en 1995 fue incluida en el Rock and Roll Hall of Fame. Según la revista Billboard, la banda habría vendido más de veinte millones de copias en todo el mundo hasta 2002.

## Historia

### Formación (1965-1969)
Duane y Gregg Allman, su hermano pequeño, crecieron en Daytona, Florida, donde tuvieron su primer contacto con la música. Gregg fue el primero en aficionarse a tocar la guitarra, aunque pronto será superado por su hermano; tanto, que este abandonó el instituto para ensayar constantemente. El dúo formó el proyecto Escorts, que acabaría por convertirse en The Allman Joys, a mediados de la década de 1960. Por aquella época, Gregg conoció a un amigo afrodescendiente que le introdujo a la música soul y al r&b, estilos que incorporaría al sonido de su grupo. En 1967, la banda pasó gran parte de su tiempo en St. Louis, donde la descubrió un ejecutivo musical de Los Ángeles, ciudad a la que la agrupación se trasladaría tras cambiar su nombre por Hour Glass y grabar dos discos con la discográfica Liberty Records. Tras el fracaso de estos álbumes, Duane se marchó a Muscle Shoals, Alabama para trabajar como músico de sesión, mientras que Gregg se quedó en Hollywood vinculado con las obligaciones contractuales de Liberty. Los dos hermanos estuvieron separados durante un año, sin embargo, ambos coincidieron en Miami para participar en una maqueta del grupo 31st of February, cuyo batería era Butch Trucks.
En los estudios FAME de Muscle Shoals, Duane Allman llegó a ser el principal guitarrista de sesión y participó con artistas como Aretha Franklin o King Curtis. Duane sugirió a Wilson Pickett grabar una versión de «Hey Jude» de The Beatles que finalmente alcanzó la posición veintitrés del Billboard Hot 100. El guitarrista firmó con FAME un contrato de cinco años de duración y formó un nuevo proyecto musical que incluía a Johnny Sandlin y Paul Hornsby. Duane también reclutó al batería Jai Johanny «Jaimoe» Johanson, al que había escuchado en una maqueta de Jackie Avery, y pronto los dos se fueron a vivir a su casa junto al río Tennessee. Allman invitó al bajista Berry Oakley, a quien había conocido tiempo atrás en Jacksonville, para que se uniera al grupo. La inmediata química entre los miembros y la visión de Duane de una banda «diferente» —que incluía dos guitarristas y dos baterías—, pronto empezó a evolucionar. Mientras tanto, Phil Walden, el mánager del fallecido Otis Redding y otros artistas de r&b, estaba buscando expandirse con la búsqueda de músicos de rock. El propietario de FAME, Rick Hall, frustrado por los métodos de grabación de la agrupación, ofreció las pistas que ya había grabado y su contrato a Walden y a Jerry Wexler de Atlantic Records, quien los compró por 10 000 USD. Walden tenía la intención de convertir a la banda en la pieza central de su discográfica, Capricorn Records, subsidiaria de Atlantic.
Duane y Jaimoe se trasladaron a Jacksonville a comienzos de marzo de 1969, debido a que el primero estaba descontento de actuar como un «robot» para los estudios FAME. Una vez allí, invitaron a todo aquel que quisiera que se uniera para improvisar. El batería Butch Trucks y Oakley también se les unieron y este último trajo consigo al guitarrista Dickey Betts. Reese Wynans, miembro de Second Coming junto a Oakley y Betts, también ingresó en el proyecto, en el cual Allman y sus dos compañeros en Second Coming ejercían la labor de vocalista. El grupo, todavía sin nombre, empezó a realizar actuaciones gratuitas en el parque Willow Branch (Jacksonville) con una cambiante rotación de músicos. Duane notó que su hermano debería ser el vocalista y este ingresó también como reemplazo de Wynans como teclista. Gregg se unió al grupo el 26 de marzo, cuando sus compañeros ensayaban su versión de «Trouble No More» de Muddy Waters. Cuatro días después, la banda hizo su debut en la armería de Jacksonville. Tras barajar varios nombres, como Beelzebub, el conjunto finalmente se decantó por The Allman Brothers Band.

### The Allman Brothers Band(1969-1970)
El 1 de mayo la agrupación se trasladó a Macon, Georgia, donde Walden había fundado Capricorn Records. Mike Callahan y Joseph «Red Dog» Campbell se convirtieron en los primeros pipas de la banda; el último era un discapacitado veterano de la guerra de Vietnam que donaba al conjunto sus cheques mensuales por incapacidad. En Macon, el grupo y su equipo se alojaron en casa de un amigo en el 309 College Street y a la que llamaron «Hippie Crash Pad». Debido a sus escasos recursos, un amigo propietario de un restaurante alimentó a la banda de manera gratuita, aunque posteriormente, tras obtener beneficios con sus conciertos, la agrupación le pagó por su ayuda. Su imagen de jóvenes de pelo largo con un afrodescendiente —Jaimoe— no fue bien recibida por la comunidad blanca de la ciudad.
Los integrantes de The Allman Brothers Band pronto formaron una fuerte hermandad, ensayaban varias horas, consumían drogas psicodélicas y pasaban gran tiempo en el cementerio Rose Hill, donde empezaron a componer sus temas. Sus primeras actuaciones fuera del Sur de Estados Unidos tuvieron lugar en Boston, el 30 y el 31 de mayo, como acto de apertura de The Velvet Underground. Debido a la necesidad de más temas, el grupo ensayó viejas canciones de blues como «Trouble No More» y «One Way Out» y algunas improvisaciones propias, como por ejemplo «Mountain Jam». Gregg Allman, que había tenido problemas en el pasado para componer, se convirtió en el principal compositor y escribió pistas como «Whipping Post» y «Black-Hearted Woman». En agosto de 1969, la banda se dirigió a Nueva York para grabar su álbum debut con el productor de Cream Tom Dowd, quien finalmente no estuvo disponible y fue reemplazado por Adrian Barber, ingeniero de Atlantic Records. En solo dos semanas, el disco, titulado de manera homónima, fue grabado y mezclado, y salió a la venta en noviembre de ese mismo año a través de las discográficas Atco y Capricorn. Su recepción comercial no fue muy buena y vendió menos de 35 000 copias en las primeras semanas tras su lanzamiento, lo que le llevó a posicionarse únicamente en el puesto 188 del Billboard 200.

### Idlewild South(1970)
Los ejecutivos de Atlantic sugirieron a Walden que trasladara a la banda a Nueva York o a Los Ángeles para «aclimatarla» a la industria musical. Sin embargo, los músicos optaron por quedarse en el sur y alquilar una casa de campo a las afueras de Macon a la que llamaron «Idlewild South» y en la que pactaron ser «uno para todos y todos para uno». No obstante, en marzo de 1970, el grupo se mudó a una casa victoriana alquilada por la mujer de Oakley y apodada «The Big House».
The Allman Brothers Band realizó más de 300 conciertos a lo largo de 1970, y en la gira utilizó como medio de transporte una furgoneta Ford Econoline y una autocaravana. La convivencia en la carretera llevó a sus integrantes a consumir grandes cantidades de droga. Además, a excepción de los dos hermanos, el resto tenía dificultades para ganarse la vida. Por otra parte, la formación se encontró con otros problemas: el pipa Twiggs Lyndon apuñaló mortalmente a un promotor por no pagar el dinero acordado a la banda y Duane Allman sufrió una sobredosis de opio tras una actuación. El sexteto grabó entre febrero y julio, y en distintas ciudades (Miami, Macon y Nueva York), su segundo álbum de estudio, , que salió a la venta en septiembre con el título Idlewild South. El disco tuvo mejores ventas que su antecesor y llegó al puesto treinta y ocho del Billboard 200.

### At Fillmore East(1970-1971)

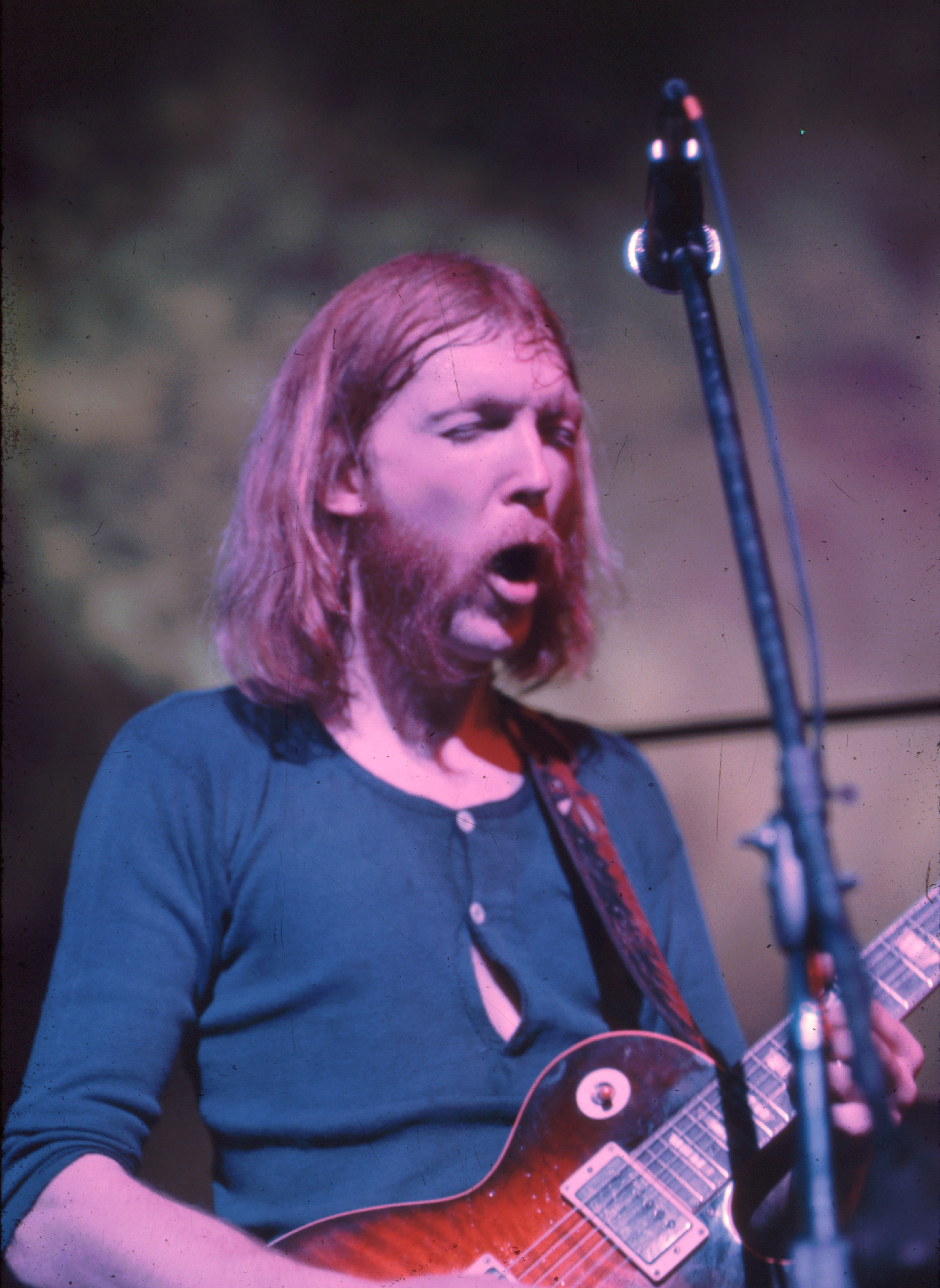
Duane Allman actuando en Fillmore East en junio de 1971.

Poco después de completar el álbum, el guitarrista Eric Clapton contactó con Duane para que contribuyera en su nuevo proyecto, Derek and the Dominos. Allman era un gran aficionado de su labor con Cream y Clapton estaba impresionado por el trabajo de este en la canción «Hey Jude», grabada un par de años atrás con Wilson Pickett. Ambos se conocieron una noche en Miami durante un concierto y estuvieron improvisando hasta la mañana siguiente. El guitarrista británico le ofreció que se uniera a Derek and the Dominos, pero finalmente el estadounidense optó por regresar a The Allman Brothers Band. Sin embargo, Duane participó en el único álbum de estudio del proyecto, Layla and Other Assorted Love Songs, publicado en noviembre de 1970.
La fortuna de la agrupación comenzaría a cambiar durante 1971, cuando sus ingresos se duplicaron. Según Gregg Allman «Nos dimos cuenta de que la audiencia era una gran parte de lo que hacíamos y no podía ser duplicada en un estudio. Nos dimos cuenta de que necesitábamos hacer un disco en directo». Ante la idea de editar un trabajo en vivo la banda grabó sus actuaciones en la sala Fillmore East (Nueva York) los días 11, 12 y 13 de marzo de 1971. El disco, titulado At Fillmore East, fue publicado en julio a través de Capricorn y llegó a la decimotercera posición del Billboard 200, y consiguió una certificación de platino de la RIAA. El álbum, considerado como uno de los mejores trabajos en directo de todos los tiempos, fue incluido en el Salón de la Fama de los Grammy en 1999 y en 2004, el Registro Nacional de Grabaciones lo seleccionó para su preservación en la Biblioteca del Congreso de Estados Unidos.

### Eat a Peach(1971-1972)

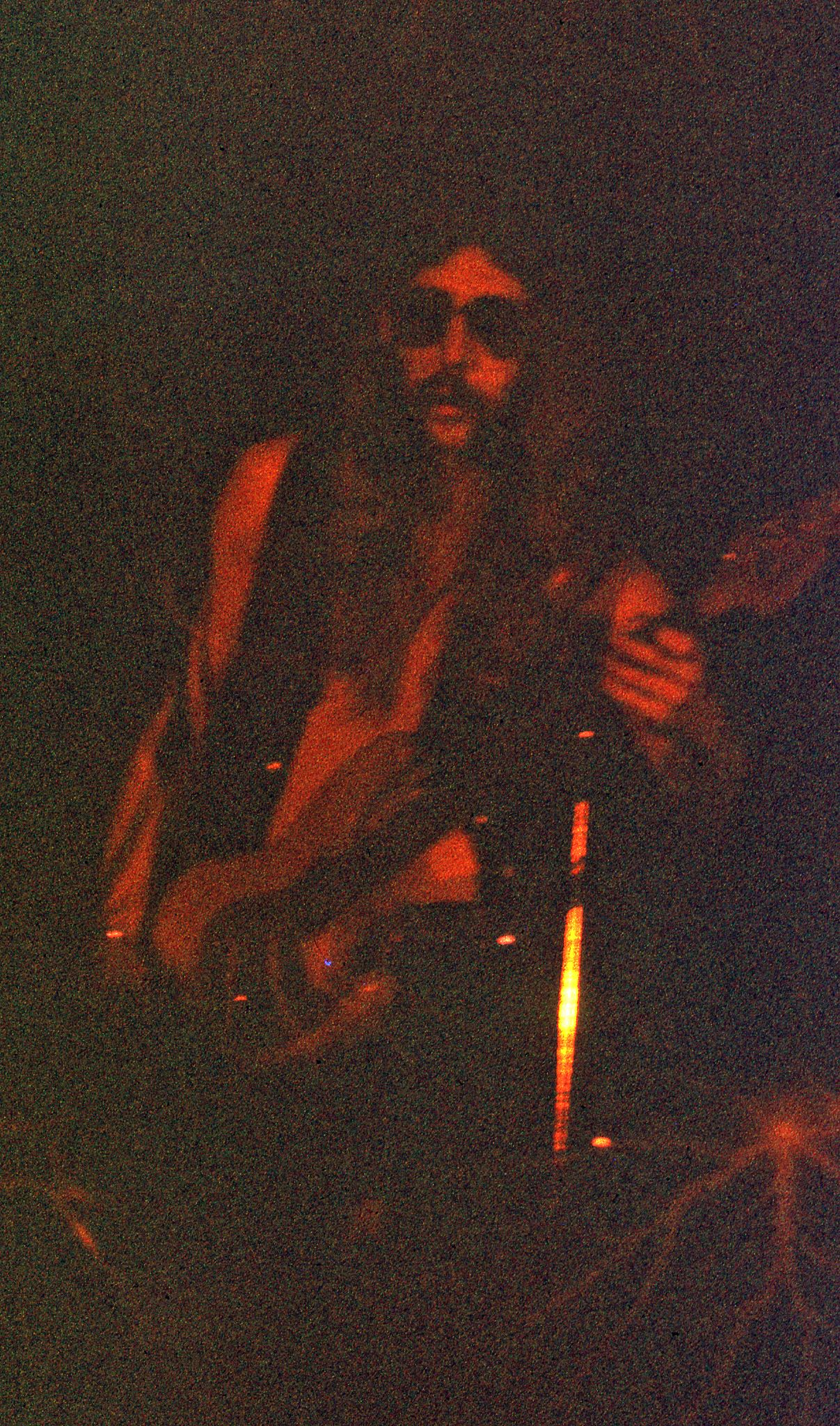
Berry Oakley durante un concierto en Nueva York en abril de 1972.

Por aquellos momentos, el grupo comenzó a disfrutar de fama y fortuna, y algunos de sus integrantes y de su equipo continuaban su lucha contra su adicción a las drogas. En octubre de 1971, cuatro personas —Berry Oakley, Duane Allman y los pipas Robert Payne y Joseph «Red Dog» Campbell— ingresaron en el hospital Linwood-Bryant para su rehabilitación. El día 29 de ese mismo mes, Duane, con apenas 24 años, murió en un accidente de motocicleta cuando regresaba a Macon. El guitarrista conducía su moto cuando en una intersección realizó un giro para no colisionar contra un camión. Allman no pudo evitar golpearse contra la parte trasera del vehículo y salir disparado. Además, la moto cayó encima de su cuerpo aplastando sus órganos internos. Aunque estaba vivo cuando llegó al hospital, falleció pocas horas después debido a las masivas lesiones internas. Tras la muerte del guitarrista, la banda realizó una reunión para discutir su futuro y en la que decidieron continuar con su carrera. En diciembre, el conjunto regresó a Miami para completar su tercer álbum de estudio, que incluía pistas en directo grabadas en Fillmore East. Eat a Peach salió a la venta en febrero de 1972 y fue su segundo trabajo de éxito; llegó al cuarto puesto del Billboard 200 y apenas dos meses más tarde consiguió un disco de oro otorgado por la RIAA.
Ese año, The Allman Brothers Band realizó aproximadamente noventa conciertos en los que actuó como quinteto y adquirió unos terrenos en Juliette, Georgia apodados como «The Farm» y que pronto se convertirían en su lugar de reunión. Por otra parte, Oakley seguía afectado por el fallecimiento de Duane y comenzó a consumir alcohol y drogas, lo que le provocó una significativa pérdida de peso. Según sus amigos y familiares, el bajista parecía haber perdido «toda esperanza, su corazón, su unidad, su ambición y su dirección» tras la muerte del guitarrista. El 11 de noviembre de 1972, Oakley, ligeramente ebrio y satisfecho tras dirigir una improvisación con el resto de la banda; estrelló su motocicleta contra un autobús, a escasos metros de donde Allman había perdido la vida. Tras el choque, el bajista rechazó la ayuda sanitaria y se fue a casa. Sin embargo, el traumatismo fue en aumento y tuvo que ser trasladado a un hospital donde falleció de un edema cerebral. Oakley fue enterrado en el cementerio de Rose Hill, junto a la tumba del guitarrista.

### Brothers and Sisters(1972-1974)

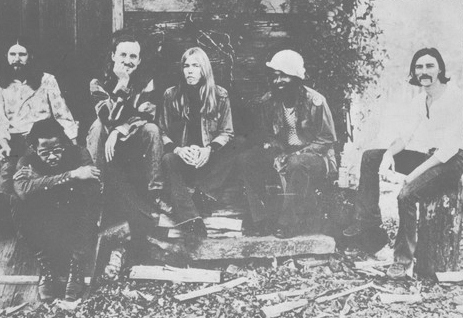
The Allman Brothers Band en 1973 con Lamar Williams y Chuck Leavell ya en sus filas.

La banda decidió por unanimidad continuar su carrera y hacer audiciones a varios bajistas. De entre todos los candidatos la agrupación seleccionó a Lamar Williams, un amigo de la infancia de Jaimoe, que acababa de regresar de Vietnam tras dos años de estancia con el ejército. Por su parte, el pianista Chuck Leavell, contratado para participar en el primer disco en solitario de Gregg Allman, poco a poco comenzó a involucrarse también con el grupo. Dickey Betts se convirtió de facto en el líder del grupo durante la grabación. Según el mánager de gira Willie Perkins «No fue como si Dickey llegara y dijera: “Yo me hago cargo, soy el jefe”. Todavía era supuestamente una democracia, pero Dickey empezó a participar más y más en el proceso de composición».
La nueva formación entró en los estudios de Capricorn Records de Macon en octubre de 1972 para comenzar la grabación de su cuarto trabajo de estudio. Brothers and Sisters, publicado en agosto de 1973, se convirtió en su mayor éxito comercial; llegó al primer puesto del Billboard 200 y del Canadian Albums Chart, y el mismo mes de su lanzamiento fue certificado como disco de oro por la RIAA. Además, el primer sencillo del álbum, «Ramblin' Man» alcanzó la segunda posición del Billboard Hot 100.
El éxito del disco permitió a la banda actuar en locales cada vez más grandes y recibir más beneficio económico. Sin embargo, entre sus integrantes se agravaron los problemas con las drogas y la comunicación entre ellos se redujo de manera considerable. El culmen de estos problemas fue una reyerta entre bastidores cuando el conjunto tocó junto a Grateful Dead en el RFK Stadium de Washington y que terminó con el despido de tres de sus pipas. En 1974, The Allman Brothers Band recibió una media de 100 000 USD por concierto y alquiló como medio de transporte un Boeing 720 utilizado con anterioridad por Led Zeppelin y The Rolling Stones.

### Win, Lose or Draw(1974-1976)

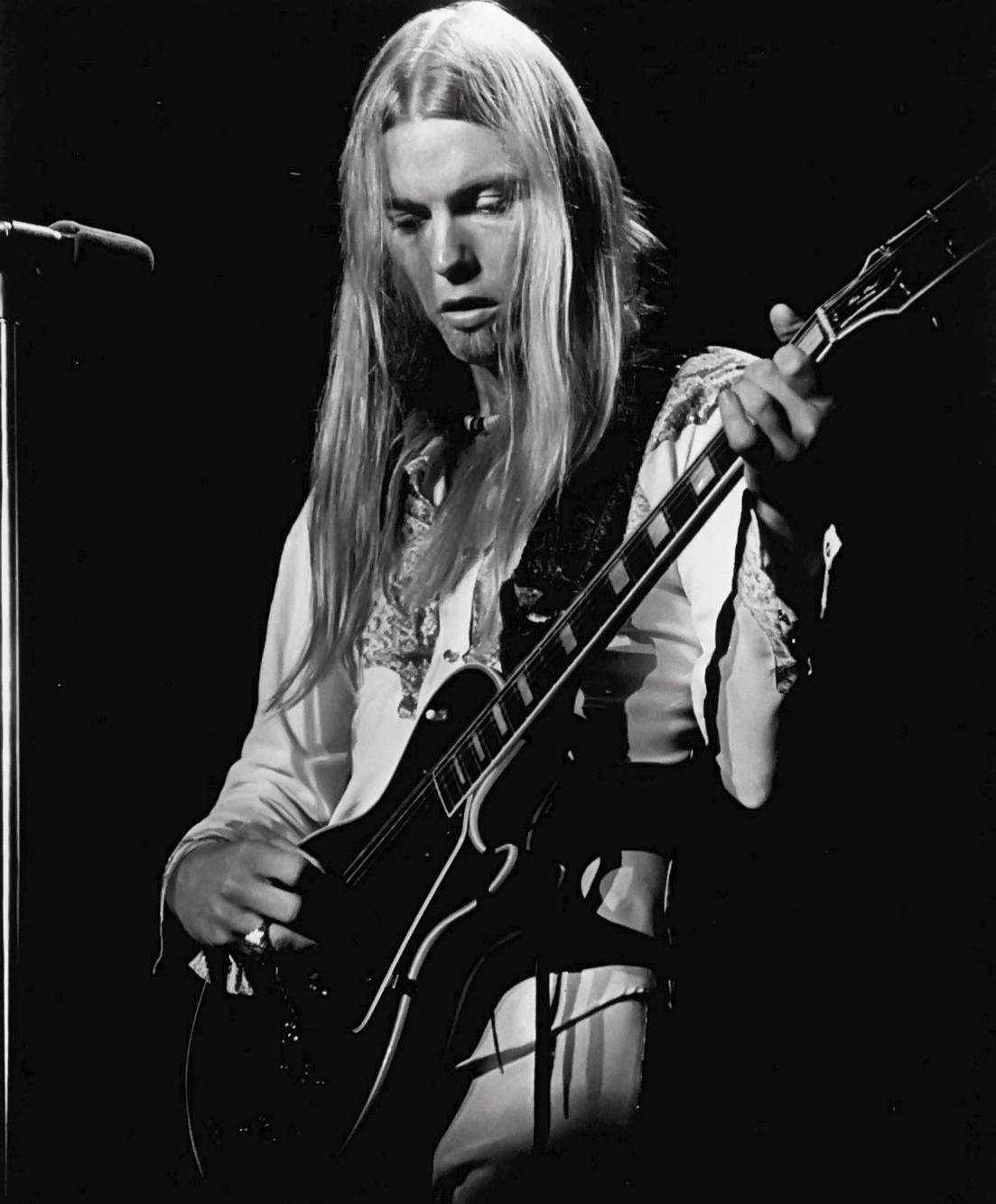
Gregg Allman actuando en la gira de 1975.

Después de que Dickey Betts y Gregg Allman publicaran sendos trabajos en solitario, el grupo volvió a reunirse en febrero de 1975 en Macon para comenzar la grabación de un nuevo álbum. Allman, que residía en Los Ángeles junto a la cantante pop Cher, decidió grabar su voz en dicha ciudad, debido a la incomodidad de tener que viajar a Macon, algo que disgustó a sus compañeros. Tras su lanzamiento, el disco, titulado Win, Lose or Draw, recibió principalmente críticas negativas y tuvo peores ventas que su antecesor. Aun así llegó a la quinta posición del Billboard 200 y obtuvo un disco de oro de la RIAA.
Entre agosto de 1975 y mayo de 1976, The Allman Brothers Band realizó cuarenta y un conciertos ante algunas de las mayores audiencias de su carrera. Poco a poco, los músicos se distanciaron aún más y las pruebas de sonido y los ensayos «eran cosa del pasado». Allman señalaría más tarde que una actuación benéfica para el candidato presencial Jimmy Carter fue el único «punto álgido» de una «escabrosa gira». Los conciertos fueron calificados como «mediocres» y los integrantes del grupo eran excesivos con su consumo de droga. El momento más tenso se produjo cuando Allman testificó en el juicio contra el encargado de la seguridad Scooter Herring. Sus compañeros le consideraron como un «soplón» y recibió varias amenazas de muerte que provocaron que tuviera que ser escoltado con protección policial. Herring fue declarado culpable de cinco cargos de distribución de cocaína y recibió una condena de setenta y cinco años de prisión. Los restantes miembros del conjunto, resentidos por la actitud del vocalista, decidieron no volver a comunicarse con él y por tanto el grupo se separó. Chuck Leavell, Lamar Williams y Jaimoe continuaron juntos en el proyecto Sea Level, Dickey Betts encabezó el proyecto Great Southern y Gregg Allman continuó su carrera en solitario. La disolución provocó que en noviembre de 1976 Capricorn publicara el directo Wipe the Windows, Check the Oil, Dollar Gas como un intento de «mantenerse a flote».

### Enlightened Rogues(1978-1979)

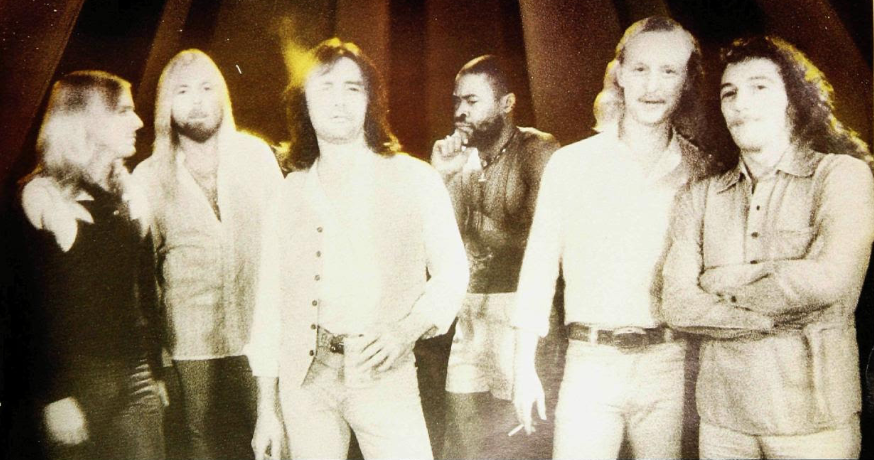
The Allman Brothers Band en 1979.

En 1978, Allman y el mánager Phil Walden hablaron con Betts sobre la posibilidad de una reunión. Su primera aparición pública juntos tuvo lugar ese verano, durante un concierto de Great Southern en Nueva York en el que Allman, Jaimoe y Trucks se unieron para tocar un par de canciones. Williams y Leavell declinaron dejar Sea Level, así que The Allman Brothers Band contrató a dos nuevos integrantes: el guitarrista Dan Toler y el bajista David Goldflies. El grupo se reunió con el productor Tom Dowd en los estudios Criteria de Miami para grabar un nuevo álbum que salió a la venta en febrero de 1979 bajo el título Enlightened Rogues. El disco fue un éxito menor: llegó al noveno puesto del Billboard 200 y la pista «Pegasus» consiguió una nominación al premio Grammy en la categoría de mejor interpretación instrumental de rock. Tras su lanzamiento, Betts demandó a Walden por no pagar las regalías y los gastos de grabación, y posteriormente su abogado, Steve Massarsky, se convirtió en el nuevo gerente del grupo. El guitarrista ganó el juicio y el resto de miembros presentaron una demanda contra Capricorn, que se había declarado en bancarrota en octubre. Massarsky llevó a la banda a firmar un contrato con Arista Records, que la presionó para «modernizar» su sonido. Trucks declararía más tarde: «Clive Davis [el fundador de su nueva discográfica] quería que fuéramos una versión sureña de Led Zeppelin y nos trajo productores extranjeros que sólo hicieron que la cosa empeorara».

### Reach for the SkyyBrothers of the Road(1980-1982)
Su primer trabajo con Arista fue Reach for the Sky (1980), publicado en agosto de 1980 y que produjeron Mike Lawler y Johnny Cobb. Lawler pronto formó parte de la banda e incorporó solos de keytar, algo que la mayoría de los aficionados calificaron como «el punto más bajo de la carrera del grupo». El álbum, lanzado en un momento en el que la popularidad del rock sureño menguaba, únicamente llegó a la posición veintisiete del Billboard 200. Jaimoe fue despedido poco después y reemplazado por el hermano de Dan Toler, Frankie. El motivo fue la insistencia de su esposa y mánager, Candace Oakley (la hermana de Berry), en manejar los asuntos de negocios del conjunto. Gregg Allman alegó más tarde que el despido de «un hombre gentil como Jaimoe» fue «una de las lacras de la historia de The Allman Brothers Band». Por otra parte, Massarsky dejó la gerencia y le suplió el promotor John Scher.
Para su segundo trabajo con Arista, Brothers of the Road (publicado en agosto de 1981), la banda colaboró con John Ryan, productor de Styx y The Doobie Brothers, que la empujó a cambiar su sonido. Las ventas del disco fueron aún peores que su antecesor y únicamente llegó al puesto cuarenta y cuatro del Billboard 200. El sencillo «Straight from the Heart» fue un éxito menor que se convirtió en su última canción en alcanzar el Top 40 del Billboard Hot 100. Tras considerar todos sus trabajos posteriores a la reunión como «vergonzosos», la banda volvió a disolverse en 1982. Su última actuación fue en enero en el programa Saturday Night Live, donde interpretó los temas «Southbound» y «Leavin'».

### Seven Turns(1989-1991)
En 1989, con motivo de su vigésimo aniversario, los cuatro miembros originales supervivientes volvieron a formar The Allman Brothers Band para un gira veraniega con tres nuevos integrantes; el guitarrista Warren Haynes y el pianista Johnny Neel, ambos provenientes de la banda de Dickey Betts y el bajista Allen Woody, contratado tras una audición en el estudio de Butch Trucks en Florida. Ese mismo año salió a la venta la caja recopilatoria Dreams, que incluye temas de toda su carrera y de los proyectos relacionados con la banda. Epic Records, la discográfica de la carrera de solitario de Allman, firmó un contrato con el grupo para el lanzamiento de sus siguientes trabajos. Por su parte, Danny Goldberg, que había trabajado con Led Zeppelin y Bonnie Raitt, se convirtió en su nuevo gerente. El conjunto regresó al estudio en abril de 1990 con el productor Tom Dowd para grabar un nuevo trabajo de estudio. Seven Turns, publicado en julio, solo llegó al puesto cincuenta y tres del Billboard 200, sin embargo, recibió buenas reseñas y sus sencillos «Good Clean Fun» y «Seven Turns» llegaron a altas posiciones en la lista Mainstream Rock Tracks. Además el tema «True Gravity» logró una nominación al Grammy a la mejor interpretación instrumental de rock. Neel dejó la agrupación poco después y al año siguiente Marc Quiñones, miembro de Spyro Gyra, ingresó como nuevo percusionista.

### Shades of Two Worlds(1991-1993)
La banda no renovó el contrato de Goldberg y le sustituyó Bert Holman, que permanecería como mánager durante el resto de su carrera. En julio de 1991 salió a venta su undécimo álbum de estudio, Shades of Two Worlds, que tuvo peores ventas que su antecesor y únicamente alcanzó el puesto ochenta y cinco del Billboard 200. Por su parte, la pista «Kind of Bird» fue nominada a la mejor interpretación instrumental de rock en los premios Grammy. Al año siguiente, el grupo actuó diez noches seguidas en el Beacon Theater de Nueva York, algo que volvería a realizar los años venideros. Algunos temas de estos conciertos fueron recopilados en el disco en directo An Evening with the Allman Brothers Band: First Set. En 1993, el conjunto siguió con su gira, durante la cual, Betts fue arrestado por empujar a dos agentes de policía. Para sustituirle, la agrupación contrató a David Grissom y posteriormente a Jack Pearson, un amigo de Haynes (el reemplazo original, Zakk Wylde, actuó en un concierto, pero su agresiva manera de tocar en el escenario no encajó con el estilo de la banda). Haynes ejerció como músico telonero de algunos conciertos y comenzó a pensar en dejar el grupo debido a la falta de comunicación.

### Where It All Begins(1994-1999)

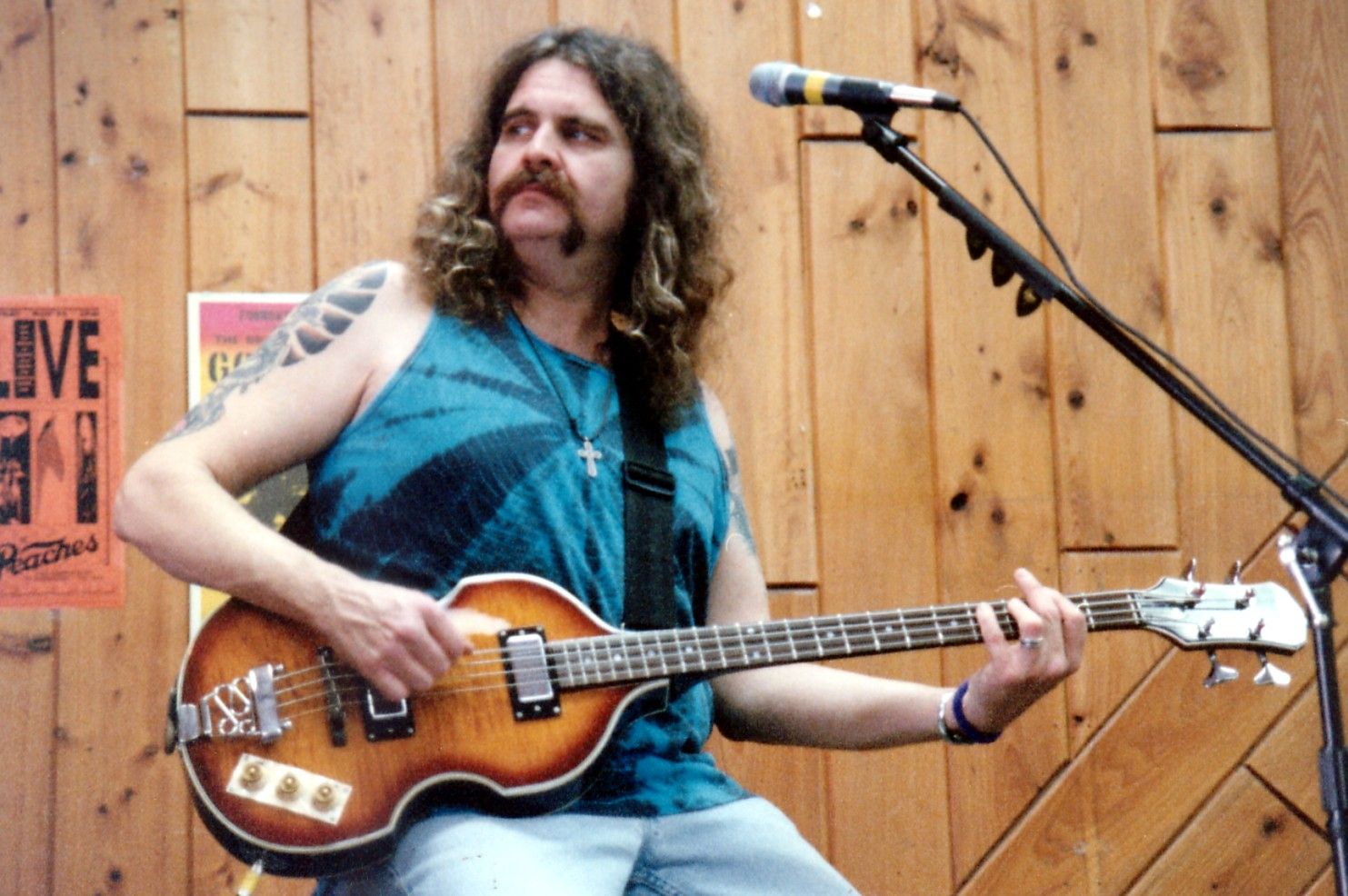
Allen Woody en un concierto de Gov`t Mule en 1999.

A pesar de las tensiones internas, Haynes permaneció en la formación y Betts regresó. Su siguiente álbum de estudio, Where It All Begins, fue grabado completamente en directo
en los estudios BR Ranch de Florida, en mayo de 1994. El disco tuvo mejores ventas que sus dos antecesores; alcanzó la posición cuarenta y cinco del Billboard 200 y consiguió un disco de oro de la RIAA. En enero de 1995, The Allman Brothers Band fue incluida en el Rock and Roll Hall of Fame. En la ceremonia, Gregg Allman leyó su discurso severamente ebrio y tras ver la ceremonia retransmitida por televisión abandonó con éxito las drogas y el alcohol. Ese mismo año salió a la venta An Evening with the Allman Brothers Band: 2nd Set, que cosechó dos nominaciones al Grammy; mejor interpretación instrumental pop por «In Memory of Elizabeth Reed» y mejor interpretación instrumental de rock por «Jessica», de las cuales ganaría esta última. Durante la serie de conciertos en el Beacon Theater de 1996, una discusión entre Allman y Betts cerca estuvo de provocar la cancelación de una actuación y supuso una ruptura en el seno del grupo. Haynes y Woody abandonaron la formación para concentrarse en el proyecto Gov't Mule, ya que auguraban una disolución inminente. Sus sustitutos fueron el bajista Oteil Burbridge y el guitarrista Jack Pearson, sin embargo, este último dejó la formación tras ser diagnosticado con tinnitus. Butch Trucks decidió llamar a su sobrino Derek para que se uniera al conjunto para la gira por su trigésimo aniversario. Derek apenas tenía 20 años y era más joven que los miembros originales durante la formación del grupo.

### Hittin' the Note(2000-2005)

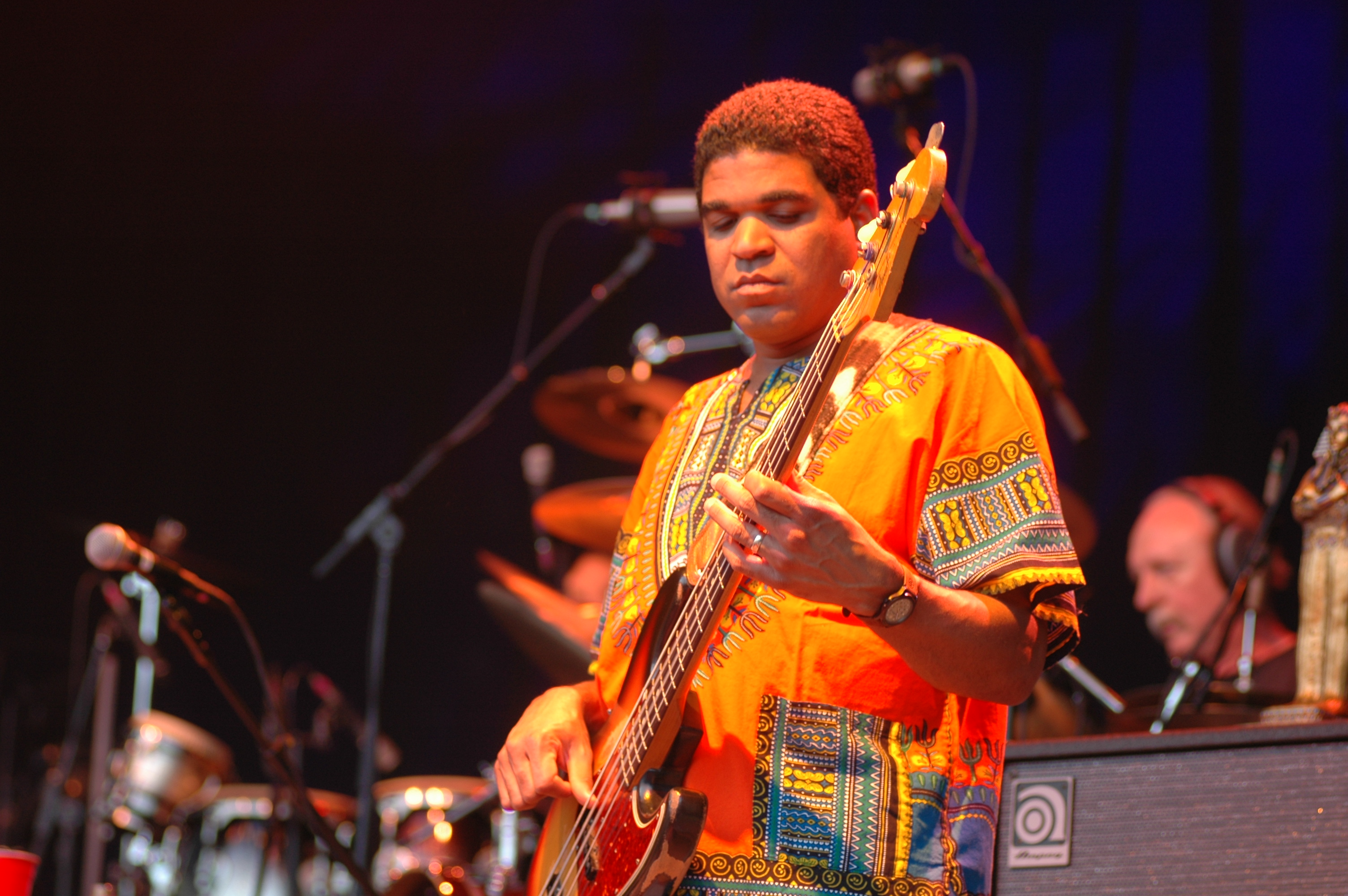
Oteil Burbridge actuando en Florida en mayo de 2005.

La gira de conciertos en el Beacon Theater del 2000, reflejada en el directo Peakin' at the Beacon, fue considerada como una de las peores de su carrera y otra gira, realizada en primavera, provocó las relaciones entre los integrantes se tensarán aún más. La frustración de los músicos fue dirigida hacia Betts y los restantes miembros fundadores le enviaron una carta en la que le informaban de que no actuarían con él en verano. Los involucrados en tal decisión afirmaron que la separación con el guitarrista era solamente temporal, sin embargo, Betts respondió presentando una demanda en la que indicaba que la ruptura era permanente. Jimmy Herring le reemplazó durante la serie de actuaciones de ese verano, en las que el grupo tuvo que lidiar contra prensa negativa y aficionados que consideraban que acudir a un concierto de The Allman Brothers Band sin Betts carecía de sentido. Herring se marchó después de la gira, ya que se sentía culpable al sustituir a su antecesor. En agosto, el exbajista Allen Woody apareció muerto en una habitación de hotel en Nueva York. Warren Haynes organizó un concierto benéfico en homenaje a su compañero y en el que participó The Allman Brothers, con la cual tocó debido a la ausencia temporal de Derek Trucks. En 2001, Haynes volvió a reunirse al grupo para las actuaciones en el Beacon Theater.
Esta formación de The Allman Brothers Band —compuesta por Gregg Allman, Jaimoe, Butch Trucks, Warren Haynes, Marc Quiñones, Oteil Burbridge y Derek Trucks— fue bien acogida por la crítica y el público, y se mantuvo estable durante más de diez años. En marzo de 2003 salió a la venta su decimocuarto y último trabajo de estudio, Hittin' the Note, que tuvo una buena recepción crítica y alcanzó la posición treinta y siete del Billboard 200. Por su parte, la pista «Instrumental Illness» consiguió dos nominaciones al Grammy como mejor interpretación instrumental de rock, una por su versión de estudio y otra por la versión en directo incluida en el disco One Way Out. Durante esa década, la banda se centró especialmente en sus conciertos, en los que atrajo regularmente a más de 20 000 aficionados.

### Últimos años (2006-2014)

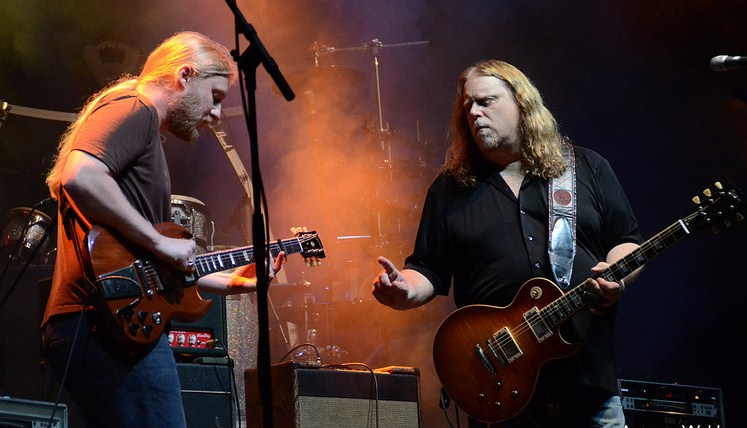
Derek Trucks y Warren Haynes tocando en un concierto en Ohio, en julio de 2012.

En 2009, el grupo celebró su cuadragésimo aniversario con una nueva serie de conciertos en el Beacon Theater con la colaboración de músicos como Eric Clapton, Sheryl Crow, Johnny Winter, Buddy Guy y Levon Helm. Allman recibió un trasplante de hígado en 2010 que le provocó algunos problemas de salud durante los dos años siguientes. En 2012, el conjunto recibió un premio Grammy honorífico en reconocimiento a su carrera. Por otra parte, Warren Haynes, Gregg Allman y el proyecto de Derek Trucks Tedeschi Trucks Band fueron nominados en la categoría de mejor álbum de blues, en la que el ganador fue este último por el disco Revelator. Ese mismo año, la agrupación fundó su propio festival musical, The Peach, que incluyó actuaciones de proyectos asociados de diversos géneros.
A comienzos de 2014, Warren Haynes y Derek Trucks anunciaron su intención de abandonar la formación a finales de ese año, por lo que el grupo optó por terminar su carrera tras sus conciertos en el Beacon Theater, aunque algunos tuvieron que ser pospuestos debido a que Gregg Allman contrajo bronquitis. El 28 de octubre, The Allman Brothers Band realizó su última actuación, consistente en tres sets y sin la colaboración de ningún músico invitado. La última canción interpretada fue «Trouble No More» de Muddy Waters, presentada por Allman como el primer tema que la banda había ensayado cuarenta y cinco años antes.

### Tras la disolución
En enero de 2017 Butch Trucks se suicidó de un disparo en la cabeza, mientras que en mayo Gregg Allman falleció por complicaciones del cáncer de hígado. Tres años más tarde, los cinco miembros supervivientes de la última formación de The Allman Brothers Band —Jaimoe, Burbridge, Haynes, Quiñones y Derek Trucks—, bajo el nombre The Brothers, anunciaron su intención de celebrar un concierto en marzo, en el Madison Square Garden para conmemorar el 50 aniversario del grupo. La actuación duró unas cuatro horas y contó con la colaboración de Duane Trucks como sustituto de su tío a la batería, de Reese Wynans al órgano y de Chuck Leavell como pianista además Warren Haynes se hizo cargo de las partes vocales de Allman. Por su parte, Dickey Betts recibió la invitación de participar, pero tuvo que declinar debido a que no podía viajar en aquel momento. Este último murió en abril de 2024 por un cáncer.

## Estilo musical e influencias

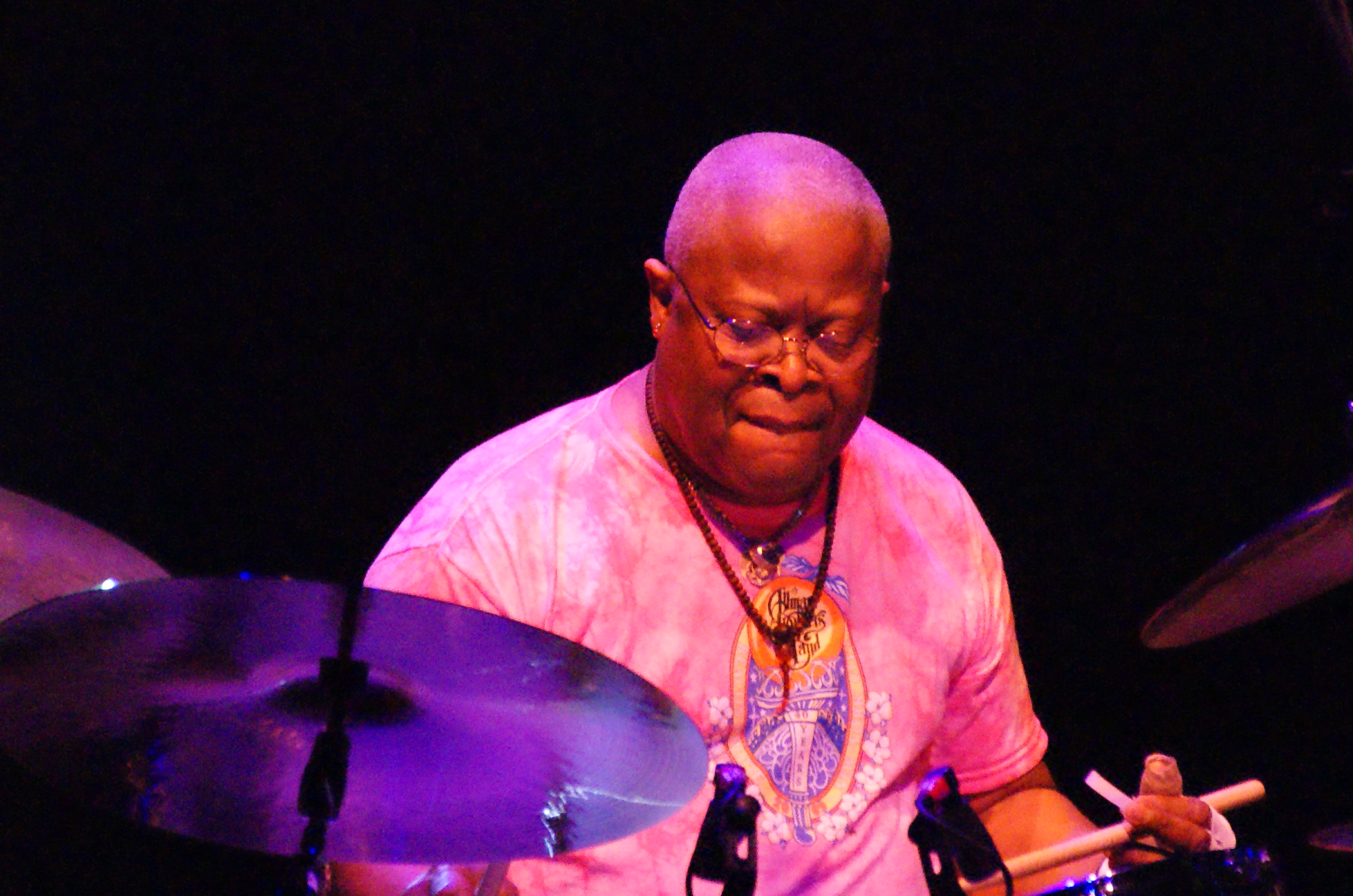
Jaimoe, en la imagen actuando en el Beacon Theater en 2009, introdujo a sus compañeros a la música de Miles Davis y John Coltrane.

The Allman Brothers Band generalmente ha sido considerada como una de las pioneras del rock sureño, aunque los propios integrantes han rechazado dicho término. El guitarrista Dickey Betts era crítico acerca de esta clasificación, que consideraba injusta: «Creo que es limitadora. Preferiría que fuéramos conocidos como una banda de rock progresivo del Sur. Estoy endiabladamente orgulloso de quien y de donde soy, pero odio el término rock sureño. Creo que llamarnos eso nos encasilla y fuerza a la gente a esperar cierto tipo de música que no creo que sea razonable». El conjunto se situó en la vanguardia de la popularidad del género a comienzos de la década de 1970; el éxito de At Fillmore East llevó a su ciudad de origen, Macon, a estar inundada por nuevas agrupaciones de rock sureño. A pesar de ello, la banda continuó con su intento de separarse de dicho apelativo. El guitarrista Warren Haynes comentó al respecto: «El problema es que mucha gente lo asocia con paletos, banderas rebeldes y mentalidad atrasada. Eso nunca ha representado a The Allman Brothers Band».
El grupo también ha incluido sonidos blues, jazz y country a su música. Durante los primeros días de su formación, sus integrantes compartían con avidez sus colecciones de discos. Por ejemplo, Betts los introdujo a la música country y al trabajo de guitarra de Chuck Berry, mientras que Butch Trucks era un gran aficionado a The Rolling Stones y Grateful Dead. Por su parte, Duane y Gregg Allman habían crecido con la música rhythm and blues y coleccionaban álbumes de James Brown, B.B. King, Sonny Boy Williamson y Howlin' Wolf. Jai Johanny «Jaimoe» Johanson estaba interesado en el jazz y les mostró los trabajos de Miles Davis y John Coltrane.
Duane Allman tuvo la idea incluir dos guitarristas principales, influenciado por Curtis Mayfield: «Él quería que el bajo, los teclados y la segunda guitarra formaran patrones tras el solo en vez de simplemente acompañarle». El estilo de Betts estaba orientado hacia la melodía y él mismo lo calificó como «demasiado fluido, en la línea del blues» y añadió que «soy un tipo tan melódico que cuando toca un blues, se va a la melodía primero». Escuchar country y bluegrass durante su adolescencia influenció considerablemente al guitarrista: «Tocaba mandolina, ukelele y violín antes de tener una guitarra en mis manos».
La banda también mantuvo un enfoque a la improvisación en sus actuaciones en directo que la conectaron con la cultura de las jam bands. Según Haynes: «Los músicos de jazz y blues habían hecho eso durante décadas, pero creo que el grupo trajo ese sentimiento de que cualquier persona en un escenario pueda inspirar a otra en cualquier momento». Por su parte, Gregg Allman comentó: «Desde luego no nos propusimos ser una jam band, pero esas largas improvisaciones emanaban del interior del conjunto, porque no queríamos tocar tres minutos y acabar».

## Legado
The Allman Brothers Band fueron considerablemente influyentes en el sur de los Estados Unidos. Su llegada a la escena musical abrió el camino para que otros conjunto de rock sureño —entre ellos Lynyrd Skynyrd, The Marshall Tucker Band y Wet Willie— consiguieran éxito comercial y para que Capricorn Records se convirtiera en una «importante discográfica independiente». Billy Gibbons de ZZ Top escribió para la revista Rolling Stone que la banda «definió lo mejor de la música sureña en ese momento. Ellos fueron los mejores de todos nosotros». Gibbons añadió que el grupo era «una verdadera hermandad de músicos más allá de las razas y los egos». Bruce Eder, redactor de Allmusic, alabó la historia de la agrupación: «Pasaron de ser la banda más influyente de los Estados Unidos a vivir de sus viejas glorias, para llegar al siglo XXI como uno de los grupos rock más respetados de su época». En 2012, una placa conmemorativa fue situada en Byron, Georgia, en el emplazamiento del festival Atlanta International Pop celebrado en julio de 1970, y que destaca la participación de The Allman Brothers Band.
Entre los artistas que han sido influenciados por su sonido o que han versionado algunos de sus temas se encuentran bandas y músicos tan diversos como Drive-By Truckers, My Morning Jacket, Lynyrd Skynyrd, The Marshall Tucker Band, Kid Rock, Kenny Wayne Shepherd, They Might Be Giants, Down, Whitesnake, Lamb of God, Zakk Wylde, Obituary, 38 Special, Molly Hatchet, Bob Seger, Dixie Dregs, Alison Krauss, o Waylon Jennings entre otros.

## Premios y reconocimientos
A lo largo de su carrera, The Allman Brothers Band ha recibido distintos reconocimientos por parte de la crítica y ha recibido algunos galardones musicales. La formación original fue incluida en el Rock and Roll Hall of Fame de 1995 tras un discurso realizado por Willie Nelson. Por su parte, el grupo ha conseguido tres premios Grammy, dos de ellos honoríficos y uno por una versión en directo del tema «Jessica». Por su parte, sus ventas en Estados Unidos les ha permitido conseguir cinco discos de platino y once de oro otorgados por la RIAA. Además de añadir At Fillmore East en su lista de los 500 mejores álbumes de todos los tiempos, la revista Rolling Stone posicionó a la banda en el puesto cincuenta y tres de su ranking de los 100 mejores artistas de todos los tiempos. Por otra parte, en 2003, dicha publicación incluyó a Betts, Allman, Trucks y Haynes entre los 100 mejores guitarristas; aunque posteriormente este último no sería incluido en una revisión de dicha lista en 2011. Por otra parte, Guitar World seleccionó a los cuatro entre los mejores guitarristas de todo los tiempos, además sus lectores incluyeron a «Jessica», «Blue Sky» y «Whipping Post» entre los mejores solos de guitarra.
Grammy
| Año  | Trabajo nominado                           | Categoría                                 | Resultado | Ref.    |
| ---- | ------------------------------------------ | ----------------------------------------- | --------- | ------- |
| 1980 | «Pegasus»                                  | Mejor interpretación instrumental de rock | Nominado  | [ 87 ]  |
| 1991 | «True Gravity»                             | Mejor interpretación instrumental de rock | Nominado  | [ 105 ] |
| 1992 | «Kind of Bird»                             | Mejor interpretación instrumental de rock | Nominado  | [ 108 ] |
| 1996 | «Jessica» (en directo)                     | Mejor interpretación instrumental de rock | Ganador   | [ 119 ] |
| 1996 | «In Memory of Elizabeth Reed» (en directo) | Mejor interpretación instrumental de pop  | Nominado  | [ 118 ] |
| 1999 | At Fillmore East                           | Salón de la Fama                          | Ganador   | [ 54 ]  |
| 2002 | «High Falls» (en directo)                  | Mejor interpretación instrumental de rock | Nominado  | [ 179 ] |
| 2004 | «Instrumental Illness»                     | Mejor interpretación instrumental de rock | Nominado  | [ 77 ]  |
| 2005 | «Instrumental Illness» (en directo)        | Mejor interpretación instrumental de rock | Nominado  | [ 77 ]  |
| 2012 | The Allman Brothers Band                   | Carrera artística                         | Ganador   | [ 133 ] |

## Discografía
| Álbumes de estudio - The Allman Brothers Band (1969) - Idlewild South (1970) - Eat a Peach (1972) - Brothers and Sisters (1973) - Win, Lose or Draw (1975) - Enlightened Rogues (1979) - Reach for the Sky (1980) - Brothers of the Road (1981) - Seven Turns (1990) - Shades of Two Worlds (1991) - Where It All Begins (1994) - Hittin' the Note (2003) | Álbumes en directo - At Fillmore East (1971) - Wipe the Windows, Check the Oil, Dollar Gas (1976) - An Evening with the Allman Brothers Band: First Set (1992) - An Evening with the Allman Brothers Band: 2nd Set (1995) - Peakin' at the Beacon (2000) - One Way Out (2004) |

## Miembros
| - Gregg Allman - órgano, piano, guitarra, voz (1969–1976, 1978–1982, 1989–2014, murió en 2017) - Butch Trucks - batería, timbal (1969–1976, 1978–1982, 1989–2014, murió en 2017) - Dickey Betts - guitarra, guitarra slide, voz (1969–1976, 1978–1982, 1989–2000, murió en 2024) - Jai Johanny «Jaimoe» Johanson - batería, percusión (1969–1976, 1978–1980, 1989–2014) - Berry Oakley - bajo, voz (1969–1972, su muerte) - Duane Allman - guitarra, guitarra slide (1969–1971, su muerte) - Lamar Williams - bajo, voz (1972–1976, murió en 1983) - Chuck Leavell - piano, sintetizador, coros (1972–1976) - David Goldflies - bajo (1978–1982) - Dan Toler - guitarra (1978–1982, murió en 2013) | - Mike Lawler - teclado (1980–1982) - Frankie Toler - batería (1980–1982, murió en 2011) - Warren Haynes - guitarra, guitarra slide, voz (1989–1997, 2000–2014) - Allen Woody - bajo, coros (1989–1997, murió en 2000) - Johnny Neel - teclado, armónica, coros (1989–1990, murió en 2024) - Marc Quiñones - percusión, batería, coros (1991–2014) - Oteil Burbridge - bajo, voz (1997–2014) - Jack Pearson - guitarra, guitarra slide, voz (1997–1999) - Derek Trucks - guitarra, guitarra slide (1999–2014) - Jimmy Herring - guitarra (2000) |